# Eroze cílů

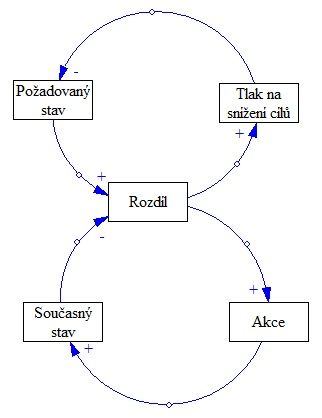
Diagram archetypu Eroze cílů

Eroze cílů je jedním z archetypů systémové dynamiky. Systémové archetypy jsou opakující se struktury (vazby), které jednodušeji vysvětlují chování komplexního systému. Archetypy jsou "pravzorem" chování dynamických systémů, nezávislé na oboru.

## Teoretický popis
Archetyp Eroze cílů se skládá ze dvou stabilizačních smyček, které na sebe působí tak, že jedna posouvá cíl té druhé a znemožňuje tak dosažení její dané rovnováhy. Vzájemným působením cílového stavu a aktuálního stavu vznikne rozdíl, ten ovlivňuje akci, která usiluje o přiblížení aktuálního stavu a stavu cílového. Zároveň rozdíl působí na akci tím, že vyvolává tlak na snížení a přiblížení cílovému stavu. Tím, že je cíl požadovaného stavu takto "snižován", snaží se zmenšit rozdíl. Výsledkem je pak dosažení rovnováhy jiné, než která byla původně vytyčena. V praxi můžeme archetyp poznat např. podle prohlášení: "Na plnění vizí není čas, musíme se vypořádat se situací v realitě, vize musíme přehodnotit."

## Práce s archetypem
V zásadě se nabízejí dvě možnosti, jak zvládnout situaci, pokud vykazuje znaky tohoto archetypu.
- Jedinou efektivní a reálně fungující strategií je rozpojení smyček tak, aby již nebyl vyvíjen další tlak na snížení původního cíle a tudíž, aby fungovala pouze smyčka, která se snaží růstem přiblížit k cíli.

- Druhou možností, která ale v podstatě neřeší degradaci původního cíle, je strategie maximálního zrychlení první smyčky, která se snaží vyrovnat aktuální stav s vytyčeným cílem. Čím rychleji se tomu tak stane, tím kratší čas bude mít druhá smyčka k tomu, aby snížila cíl, který byl na počátku stanoven. U této strategie je nutno počítat s tím, že k určité degradaci cíle vždy dojde a tento předpoklad je třeba zahrnout do očekávání výsledku.[5]

## Příklady archetypu

### Psaní diplomové práce
Názorným příkladem eroze cílů je například psaní diplomové práce. Na počátku si jedinec stanoví určité milníky, do kterých chce mít jednotlivé části práce hotovy. Jak se však termíny blíží je třeba své požadavky posouvat a posouvat, takže ačkoliv na počátku byl plán, že 14 dní se bude shánět a studovat literatura, tak se tento termín prodlužuje na 3 týdny, stejně tak termín, kdy se dokončí teoretická část práce se postupně posouvá. Nakonec ačkoliv původní cíl byl, že práce bude hotova 3 týdny před termínem odevzdávání, aby bylo možné ji důsledně prostudovat, dokončuje se práce týden před odevzdáním a do konečné verze pronikne mnoho chyb.

### Výroba hi-tech výrobků
Výrobce si na začátku období nastavil cíl (např. zlepšovat kvalitu výrobků), který vycházel z minulého vydařeného období. tento cíl však postupem času vedl k prodlužování časového plánu na výrobu výrobků a tím ke skluzu ve výdeji pro zákazníka. To se samozřejmě nelíbilo zákazníkům a ti začali odcházet ke konkurenci. Výrobce začal zjišťovat, že mu klesá podíl na trhu. V tomto okamžiku vznikly ve výrobní firmy dva druhy tlaků. První z nich kladl důraz na zlepšení situace, která nastala a druhý se snažil snížit definovaný cíl na začátku období. Výrobce v tomto případě zareagoval tak, že kvalitu výrobku nechal na úrovni, která byla na začátku období (snížení cílů), čímž se časový plán srovnal a tím zabrzdil částečný odliv zákazníků (zlepšení situace). Cílů, kterých chtěla firma dosáhnout na začátku období se však nedostálo a tím došlo k "erozi cílů".